# Dariusz Adamski
Dariusz Adamski – profesor nauk prawnych, kierownik Zakładu Europejskiego Prawa i Zarządzania Gospodarczego na Wydziale Prawa, Administracji i Ekonomii Uniwersytetu Wrocławskiego. Specjalizuje się w polskim i unijnym prawie ustrojowym, gospodarczym i finansowym, a także polskich i unijnych politykach publicznych.

## Życiorys
Studiował prawo na Uniwersytecie Wrocławskim, gdzie w 1999 roku uzyskał tytuł zawodowy magistra prawa. W roku 2004 obronił pracę doktorską Swoboda świadczenia usług komunikacji elektronicznej w prawie Wspólnoty Europejskiej. Następnie prowadził badania głównie z zakresu prawa nowych technologii i informatyzacji. W latach 2008–2009 był członkiem zespołu Ministerstwa Sprawiedliwości do przygotowania założeń projektów aktów prawnych dotyczących elektronicznego postępowania sądowego w sprawach cywilnych. W latach 2008–2009 był stypendystą Programu Fulbrighta na Harvard Law School.
W roku 2012 habilitował się na podstawie pracy zatytułowanej Prawo do informacji o działaniach władz publicznych Unii Europejskiej. W roku 2018 nakładem Cambridge University Press ukazała się jego książka Redefining European Economic Integration. Stanowiła ona główny element dorobku, na podstawie którego w 2019 r. nadano mu tytuł profesora nauk społecznych w dyscyplinie nauki prawne.
W latach 2016–2020 był Prodziekanem ds. Badań i Współpracy Międzynarodowej na Wydziale Prawa, Administracji i Ekonomii Uniwersytetu Wrocławskiego oraz w latach 2020–2022 Prorektorem Uniwersytetu Wrocławskiego ds. Innowacji i Zmian.
Jest członkiem Rady Dyscyplin Naukowych Nauki Prawne oraz Ekonomia i Finanse Uniwersytetu Wrocławskiego, członkiem European Banking Institute we Frankfurcie nad Menem oraz Advisory Committee w European and Monetary Union Lab przy Europejskim Instytucie Uniwersyteckim we Florencji. Współredagował (z prof. Fabianem Amtenbrinkiem i prof. Jakobem de Haan) wydaną w 2023 roku książkę Cambridge Handbook of European Monetary, Economic and Financial Market Integration.
W sierpniu 2023 wydał książkę Długa droga od ‘dobrej zmiany’ do dobrobytu będącą analizą przeobrażeń najważniejszych polskich polityk społeczno-gospodarczych i ustroju po roku 2015. Bazujące na niej teksty ukazały się w dziennikach Rzeczpospolita i Dziennik Gazeta Prawna. Autor publikacji traktujących o finansach, gospodarce i prawie.